# Hafen Velten

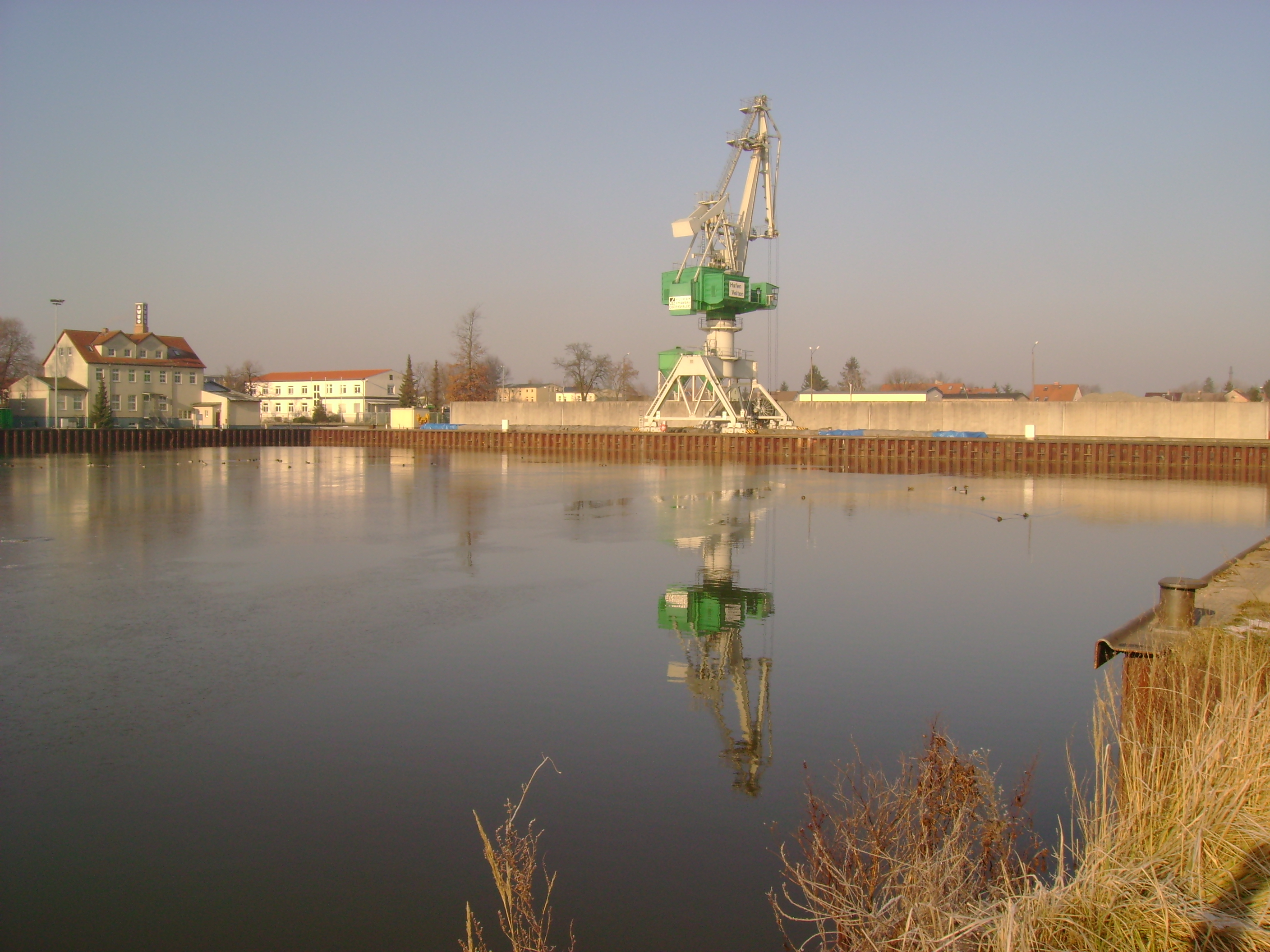
Hafen Velten

Der Hafen Velten ist ein Binnenhafen in der brandenburgischen Stadt Velten. Er ist über den Veltener Stichkanal mit der Havel-Oder-Wasserstraße verbunden. Von dort besteht Anschluss nach Berlin sowie nach Stettin und zur Ostsee.

## Geschichte
Die Geschichte des Hafens ist eng mit der Ofenkachel- und Ziegelproduktion verbunden, die sich um 1900 auf ihrem Höhepunkt befand. Insgesamt 43 Ofenfabriken und keramische Werkstätten befanden sich 1903 in der Gemeinde.
Zur Verbesserung der Transportmöglichkeiten entstand der Plan einen Hafen und einen Kanal zur nur drei Kilometer entfernten Havel-Oder-Wasserstraße anzulegen.

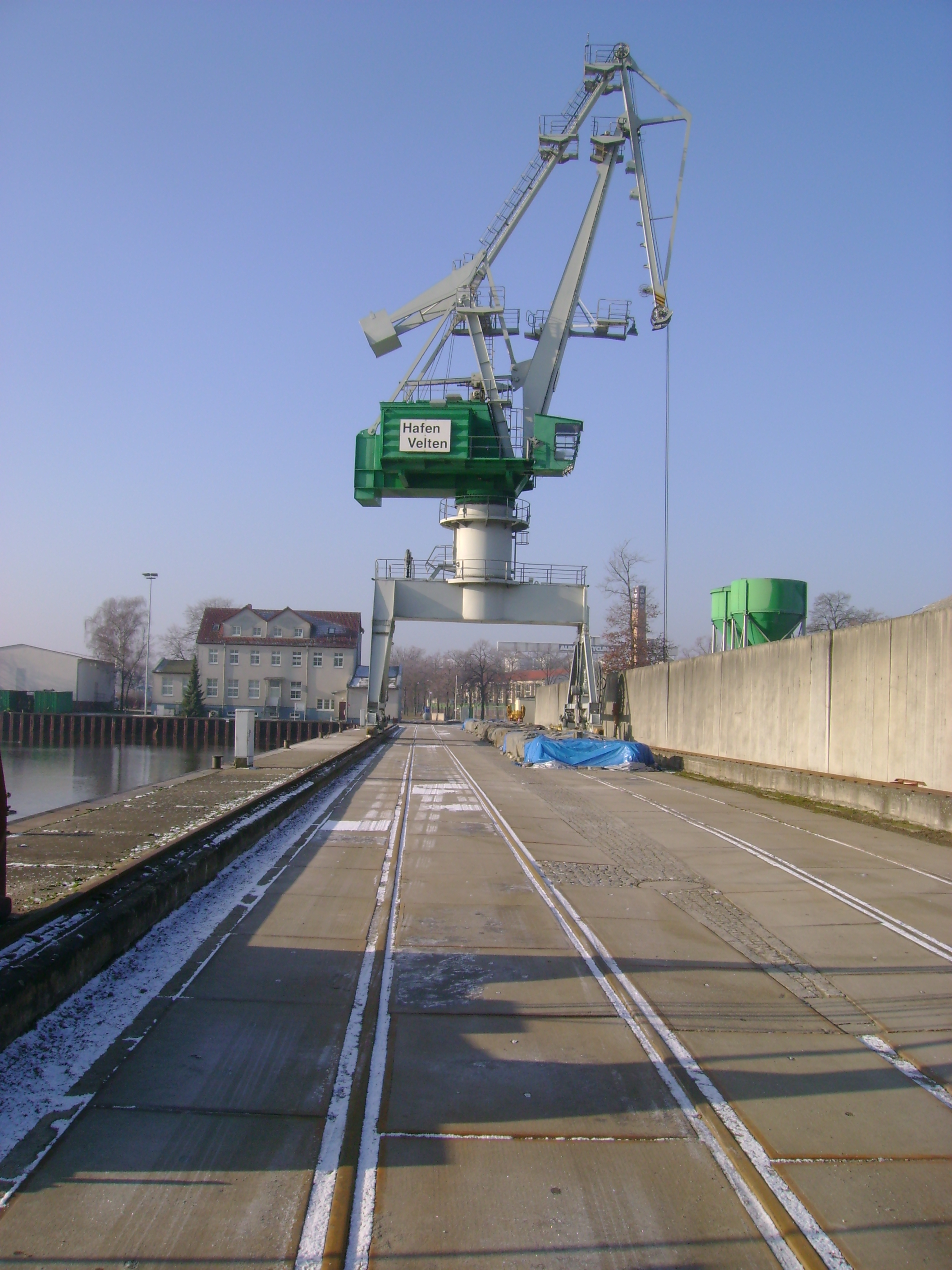
Nordkai mit Portalwippdrehkran aus Eberswalde

Unter dem damaligen Bürgermeister Hermann Aurel Zieger wurde am 7. März 1910 mit dem Bau des Veltener Stichkanals und des Hafenbeckens begonnen. Der Hafen wurde in der Aue des Moorgrabens angelegt, der sich vorher südwärts in den Muhrgraben fortsetzte, aber seither durch den Stichkanal bei Velten in die Havel mündet. Bereits am 10. Juli 1910 weihte man das Hafenbecken ein, während der Kanal erst 1911 in Betrieb ging. Die Baukosten des städtischen Hafens betrugen 1,5 Millionen Mark. Auf insgesamt 14.800 Quadratmeter war ein Hafen mit insgesamt 360 Meter Ladestraße entstanden, an denen damals 30 Kähne gleichzeitig festmachen konnten. Über ein Verbindungsgleis bestand Anschluss an die Kremmener Bahn. Gleich im ersten Jahr versandte man 2420 Öfen von hier. Zwei Jahre später, 1913 waren es schon 6330.
Der Hafen wurde allerdings auch von Ausflugsdampfern aus Berlin, Spandau, Oranienburg und Hennigsdorf angefahren.
In den 1980er Jahren hatte er einen Gesamtumschlag von 300.000 t. In den 1990er Jahren waren es noch bis zu 250.000 t.
Im Jahr 2000 fusionierte die vormals selbstständige Betreibergesellschaft Hafen- und Umschlaggesellschaft Velten GmbH mit der stadteigenen Stadtwärme Velten GmbH zur Stadtwerke Velten GmbH, einer stadteigenen Gesellschaft.

## Aktueller Zustand
Der Hafen Velten befindet sich am Ende des Veltener Stichkanals bei km 3,15. Dieser zweigt von der Havel-Oder-Wasserstraße bei km 15,3 nördlich von Berlin ab. Die Gesamtwasserfläche beträgt 1,8 ha bei einer Tauchtiefe vom 1,95 m.
Er besitzt drei Ladekais mit einer Gesamtlänge von 360 m, davon 225 m mit Gleisanschluss die ihn befähigen Güter zu transportieren, umzuschlagen und zu lagern. Am Nordkai ist ein Portalwippdrehkran der Vulkan Kranbau aus Eberswalde aufgestellt. Unter diesem verlaufen zwei Bahngleise für den Umschlag Wasser/Schiene. Auch der Umschlag von besonders überwachungsbedürftigen Gütern ist seit August 2007 möglich.
Die mögliche Jahresumschlagkapazität des Hafens liegt bei 0,75–1,00 Mio. t im Jahr. Davon ist der Hafen aber weit entfernt. Im Jahr 2012 lag der Gesamtumschlag bei 91.936 t. (davon 80.808 t im Empfang und 11.128 t im Versand) Es wurden hauptsächlich Baustoffe empfangen und land- und forstwirtschaftliche Erzeugnisse versendet.
| Jahr | Empfang in t | Versand in t | Gesamt in t |
| ---- | ------------ | ------------ | ----------- |
| 2012 | 80.808       | 11.128       | 91.936      |
| 2011 | 172.890      | 28.462       | 201.352     |
| 2010 | 116.236      | 17.427       | 133.663     |
| 2009 | 114.876      | 7.614        | 122.490     |
| 2008 | 47.644       | 4.426        | 52.070      |
| 2007 | 65.005       | 30.035       | 95.040      |
| 2006 | 60.720       | 2.707        | 63.427      |
| 2005 | 56.371       | 20.920       | 77.291      |
| 2004 | 72.111       | 49.924       | 122.035     |
| 2003 | 98.015       | 27.466       | 125.481     |
| 2002 | 109.562      | 37.408       | 146.970     |
| 2001 | 63.460       | 40.184       | 103.644     |
| 2000 | 136.845      | 61.884       | 198.729     |